# Запорізький державний цирк
Запорізький держа́вний цирк — цирк у місті Запоріжжя.

## Історія
Перші спогади про цирк датовані у 20-х роках XX століття в місті Олександрівську (нині — Запоріжжя).

## «Старий цирк»
Під час Другої світової війни літній цирк в місті Запоріжжя був знищений.
У 1948 році відбудова цирку здійснювалося методом «народного будівництва».
На підставі постанови № 2 від 14 квітня 1948 року виконком обласної ради депутатів та бюро Запорізького обкому КП/б/, з метою покращення культурного обслуговування робочих, ІТР і службовців найбільших підприємств «Запоріжсталі», «Запоріжбуд», «Дніпробуд» та інших підприємств, була схвалена ініціатива трудящих Ленінського і Орджонікідзевського районів міста Запоріжжя, профспілкових організацій було прийнято рішення про відновлення цирку «Шапіто» в парку Металургів на базі металевого каркаса, який зберігся на місці колишньої будівлі цирку. Активну участь у відновлюваних роботах брали працівники таких підприємств міста, як «Запоріжбуд», «Запоріжалюмінбуд», «ЗАЗ», «Дніпробуд», «Водоканал» та інші.
На підставі наказу № 303 від 26 травня 1948 року Комітету зі справ мистецтва при Раді Міністрів СРСР в місті Запоріжжя був організований літній цирк, який був госпрозрахунковим підприємством на самостійному балансі та знаходився у введені Головного управління цирків Комітету зі справ мистецтва при Раді Міністрів СРСР. Цирк розташовувався на території міського парку Металургів і працював тільки під час літнього періоду. Будівля цирку була дерев'яною, літнього типу, із загальною місткістю 1785 місць глядацького залу.
На підставі штатних розкладів за 1954 и 1958 рр. Запорізький цирк до 1958 року підпорядковувався Управлінню цирків Головного управління зі справ мистецтва, а з 1958 року по 7 жовтня 1969 року Всесоюзному об'єднанню державних цирків «Союздержцирк» Міністерства культури СРСР.

## «Новий цирк»
У грудні 1966 року розпочалося будівництво нової будівлі цирку до 2000 місць за проєктом, який планувалося втілити в шести містах Радянського Союзу: Запоріжжя, Миколаєві, Гомелі, Грозному, Краснодарі та Ставрополі.
22 квітня 1972 року розпочав свою роботу стаціонарний Запорізький цирк у новій будівлі по вул. Рекордній, 41. Тут почали показувати перші вистави. Тим часом йшов набір робітників для обслуговування будівлі цирку. Було потрібно близько 150 осіб обслуговчого персоналу від інженерів до двірників.
Будівля цирку приймає близько 2000 глядачів. Можна проводити програми на воді і на льоді. Гардероб так само розрахований на 2000 осіб. Дві оркестровки, 3 кінопроєктора (можна паралельно для супроводу номерів демонструвати фільми), 8 світлогармат, 16 динаміків вбудовані в бар'єр манежу. У цирку є кондиціонер, взимку тепло, влітку — прохолодно. Два буфети було явно замало і пропонувалася наявність пересувних додаткових точок з продажу морозива і прохолодних напоїв.
Перша вистава була зіграна для будівельників і мав назву — «Слався, Вітчизна праці!». На відкриття були запрошені будівельники «ДніпроГЕС-2» після урочистого укладання першого бетону. До програми увійшли: повітряна гімнастика, акробати різних напрямків, жонглери, еквілібристи і канатохідці. Також на арені були джигіти, група клоунів і дресирувальники з хижаками. Вже через тиждень колективу довелося давати додаткові вистави.
У 1969 році за успіхи в цирковому мистецтві Запорізький цирк було нагороджено орденом Леніна.
На арені Запорізького цирку виступали для мешканців міста та області такі видатні діячі циркового мистецтва, як Юрій Нікулін (1972, 1974), Ігор та Еміль Кіо, сімейні династії Дурови, Філатови, Запашні та багато інших.
З 1998 по 2014 рр. колективом Запорізького державного цирку керував Кравець Станіслав Дмитрович, директор-художній керівник. Указом Президента України від 26 березня 2004 року № 371 Кравцю С. Д. присвоєно почесне звання «Заслужений артист України»..
У 2004 році було проведено капітальний ремонт цирку. У Запорізькому державному цирку був створений джазовий колектив під керівництвом диригента Кравця С. Д.
За період з 2000 по 2004 року оркестр цирку представляв свої нові музичні програми не тільки запоріжцям, а і мешканцям столиці України. Оркестр цирку брав участь у концертах в м. Києві, які проводились у рамках Всеукраїнських звітів майстрів мистецтва і творчих колективів регіонів України (концерт в Національному палаці «Україна» в травні 2001 року, концерт джазової музики у Національному академічному драматичному театрі ім. Івана Франка — червень 2003 року, Національний палац «Україна» — серпень 2004 року).
Основним напрямом творчої діяльності оркестру є популяризація української музики. В репертуарі оркестру джазові композиції та фантазії на теми українських народних пісень («Ґандзя», «Квіти України») та музики видатних українських композиторів (О. Білаша «Журавка», І. Поклада «Дикі гуси» тощо).
Оркестр під керівництвом Кравця С. Д. з успіхом виступав у теле- та радіопрограмах («35 хвилин джазу» та інших). Студія звукозапису «В&L Records» випустила компакт-диск з джазовою програмою оркестру Запорізького цирку.
Нині цирк є одним з центральних організаторів видовищних заходів, які організовує дозвілля та відпочинок як для дітей, так і для дорослих у м. Запоріжжі та області.
У Запорізькому державному цирку постійно проводиться робота щодо підвищення художнього рівня циркових програм та культури обслуговування глядачів.
Цирк активно здійснює благодійні вистави для дітей-сиріт, інвалідів, дітей з малозабезпечених сімей та сімей, які потребують соціального захисту.
Колектив Запорізького державного цирку має подяки за багатолітню творчу роботу, вагомий внесок щодо розвитку культури та мистецтва від Запорізької обласної державної адміністрації, Запорізької обласної ради профспілок, Запорізької обласної організації роботодавців «Потенціал», Почесні грамоти Запорізької облдержадміністрації тощо.
2022 року будівля цирку двічі постраждала від російських обстрілів міста.

## Дирекція цирку
- Кравець Станіслав Дмитрович (1998—2014 рр.)
- Зубко Тамара Вікторівна (з 25 січня 2014 р.)

## Цікаві факти
- 21 квітня 2012 року колектив Запорізького державного цирку відзначив свій 40-річний ювілей.[5]
- Директор цирку Зубко Тамара Вікторівна раніше, понад двадцяти років, відпрацювала повітряною гімнасткою.[6]